# فرانچسکو پالمیری
فرانچسکو پالمیری (انگلیسی: Francesco Palmieri؛ زادهٔ ۳۱ ژوئیهٔ ۱۹۷۵) بازیکن فوتبال اهل ایتالیا است.
از باشگاه‌هایی که در آن بازی کرده‌است می‌توان به باشگاه فوتبال لیورنو اشاره کرد.